# 羅乃馨
羅乃馨（？—？）广东新会人，清末商人。

## 生平
光绪三十一年（1905年），户部右侍郎戴鸿慈作为出使各国考察政治大臣之一，历时8个月考察欧美九国。途中经过新加坡时，曾赴刚刚开办的中華商務總會参加華商公宴。中華商務總會正總理吳世奇轉珍、副總理陳景仁雲秋。参加華商公宴的除了游历至此的广西道罗乃馨外，其余均为商人。
羅乃馨曾在东莞设垦牧公司。1911年，商部奏奖振兴实业人员罗乃馨等人。周廷弼、王鸿图、罗乃馨曾获赏商部三等顾问官加二品顶戴。宣统年间，羅乃馨任资政院议员。